# 青海省人民政府国有资产监督管理委员会
青海省人民政府国有资产监督管理委员会，简称青海省国资委，是中华人民共和国青海省人民政府直属正厅级特设机构。根据青海省人民政府授权，代表青海省人民政府履行出资人职责，监管青海省属企业的国有资产。

## 機構设置[2]
- 办公室(党委办公室)
- 综合处(政策法规处)
- 规划发展与产权管理处
- 企业改革处
- 财务监督运行处
- 考核分配处
- 监督追责处(党委巡察工作办公室)
- 企业领导人员管理处
- 党群工作处
- 社会责任处(央企服务处)
- 机关党委(机关纪委，人事处)

## 监管企业
- 青海省投资集团有限公司
  - 青海金瑞矿业发展股份有限公司
- 西部矿业集团有限公司
  - 西部礦業股份有限公司
- 青海盐湖工业股份有限公司
- 青海銀行股份有限公司
- 青海省国有资产投资管理有限公司
- 青海省交通控股集团有限公司
- 青海省国有科技资产经营管理有限公司
- 青海省粮食集团有限责任公司
- 青海省胜利宾馆有限公司
- 青海化工新材料（集团）股份有限公司
- 青海省青鹏投资有限公司
- 青海机电国有控股有限公司
- 青海金诃藏医药集团有限公司
- 青海能源投资集团有限责任公司
- 青海省汽车运输集团有限公司
- 西寧特殊鋼股份有限公司
- 青海省物产集团有限公司
- 青海省能源发展（集团）有限责任公司
- 青海省水利水电（集团）有限责任公司
- 青海省三江集团有限责任公司
- 青海创安有限公司
- 青海汇信资产管理有限责任公司